# Psecas vellutinus
Psecas vellutinus là một loài nhện trong họ Salticidae.
Loài này thuộc chi Psecas. Psecas vellutinus được Cândido Firmino de Mello-Leitão miêu tả năm 1948.